# 球萼蝇子草
球萼蝇子草（学名：Silene chodatii）为石竹科蝇子草属的植物，是中国的特有植物。分布于中国大陆的云南等地，生长于海拔2,700米至3,300米的地区，多生长于石灰质岩石缝中，目前尚未由人工引种栽培。

## 异名
- Silene chodatii Bocquet var. pygmaea Bocquet